# Sergei Tovkach
Sergei Anatolyevich Tovkach (tiếng Nga: Серге́й Анатольевич Товкач; sinh ngày 3 tháng 5 năm 1993) là một hậu vệ bóng đá người Nga. Anh thi đấu cho F.K. Rotor-2 Volgograd.

## Sự nghiệp câu lạc bộ
Anh có màn ra mắt tại Russian Second Division cho FC Sever Murmansk vào ngày 26 tháng 7 năm 2012 trong trận đấu với F.K. Spartak Kostroma.